# Tautoneura maculosa
Tautoneura maculosa är en insektsart som beskrevs av Sohi, Mann och Shenhmar 1987. Tautoneura maculosa ingår i släktet Tautoneura och familjen dvärgstritar. Inga underarter finns listade i Catalogue of Life.